# Ann Coulter
Ann Hart Coulter (New York, 8 dicembre 1961) è una scrittrice e opinionista statunitense.
Collabora con numerosi giornali e canali televisivi statunitensi, è autrice di vari best seller ed è spesso ospite fissa di talk-show e dibattiti televisivi. È nota per le sue opinioni conservatrici e il suo stile aggressivo, provocatorio e polemico, oltre che apertamente razzista, ricco di salacità e di esagerazioni letterarie.
Ha pubblicato sei best seller, nei quali critica duramente i progressisti statunitensi e il Partito Democratico. La Coulter scrive anche come opinionista per diverse testate giornalistiche statunitensi. I suoi articoli più recenti vengono pubblicati ogni giovedì sul suo sito ufficiale.

## Biografia
Ann Hart Coulter è nata nel 1961 a New York da John Vincent Coulter (1926-2008), agente dell'FBI di una famiglia cattolica della classe operaia, e Nell Husbands Coulter (nata Martin; 1928-2009). L'ascendenza della madre di Coulter è stata fatta risalire a un gruppo di coloni puritani nella colonia di Plymouth, in America britannica, arrivando sul Grifone con Thomas Hooker nel 1633. La famiglia di suo padre era formata da immigrati cattolici irlandesi e tedeschi che arrivarono in America nel XIX secolo. Gli antenati irlandesi di suo padre emigrarono durante la carestia e divennero operai di navi, muratori, falegnami. Ha due fratelli maggiori: James, un contabile, e John, un avvocato.

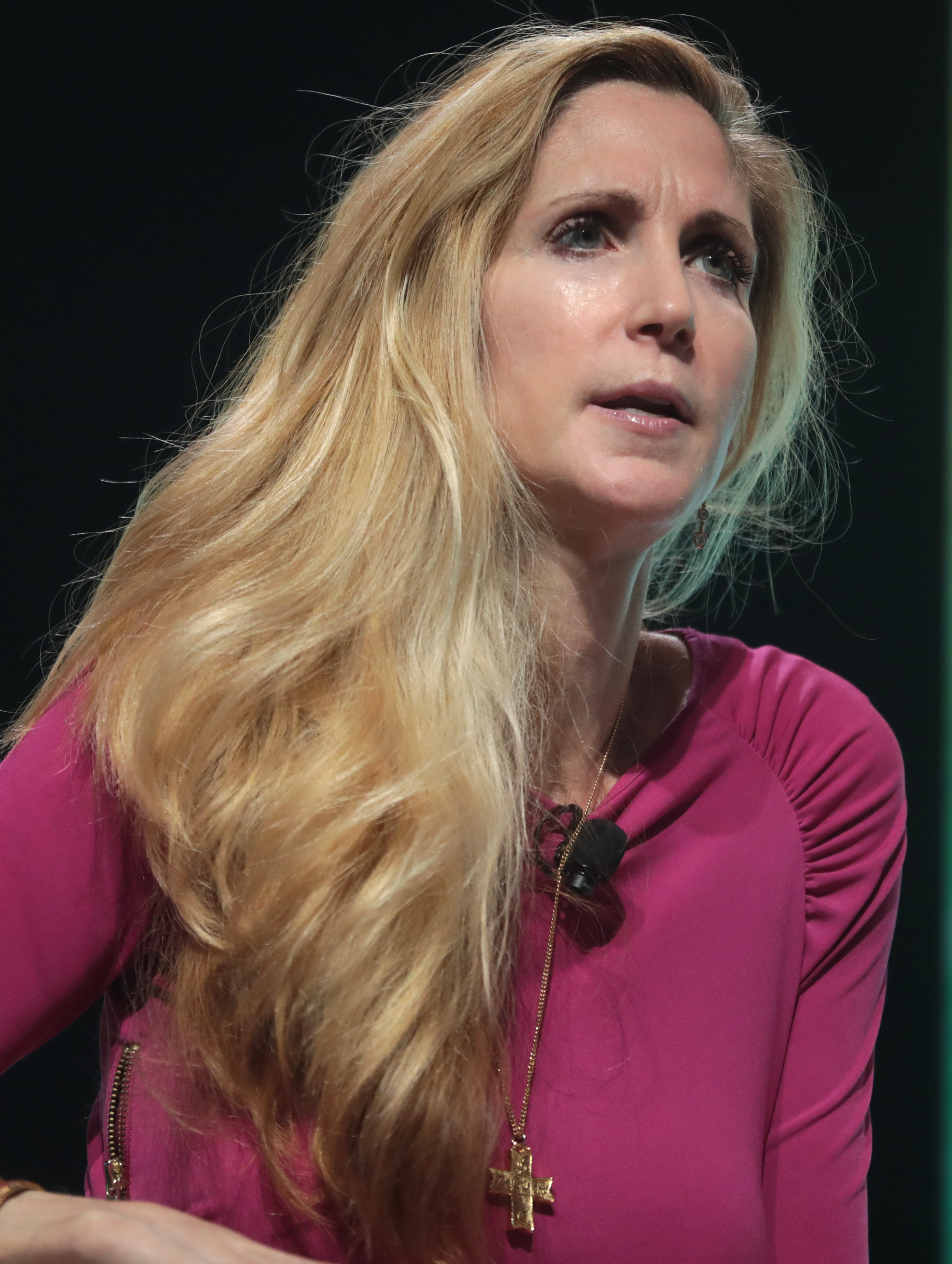
Coulter nel 2019

In seguito la sua famiglia si trasferì a New Canaan, nel Connecticut, dove Coulter e i suoi due fratelli crebbero. Coulter si diplomò alla New Canaan High School nel 1980. Mentre frequentava la Cornell University, Coulter aiutò a fondare The Cornell Review. Si è laureata con lode alla Cornell nel 1984 in storia e ha conseguito il dottorato in giurisprudenza presso la University of Michigan Law School nel 1988, dove è stata redattrice del Michigan Law Review. Nel Michigan, Coulter è stata presidente della sezione locale della Federalist Society e si è formata al National Journalism Center.
La sua data di nascita - e quindi anche la sua età - è stata oggetto di dibattito nel 2002. In quell'anno la Coulter sostenne di non aver ancora compiuto 40 anni; tuttavia il giornalista del Washington Post Lloyd Grove scoprì che era registrata presso l'ufficio elettorale di New Canaan, Connecticut, in tempo utile per poter votare alle elezioni presidenziali del 1980, anno in cui doveva essere necessariamente almeno diciottenne. Qualche anno dopo le venne rilasciata una patente di guida che indicava come data di nascita l'8 dicembre 1963; Coulter non ha confermato nessuna della due date, invocando la privacy sulla sua età.
Dopo la scuola di legge, Coulter ha lavorato come impiegato legale, a Kansas City, per il giudice Pasco Bowman II della Corte d'Appello degli Stati Uniti per l'Ottavo Circuito. Dopo un breve periodo di lavoro a New York in uno studio privato, dove si è specializzata in diritto societario, Coulter ha lasciato per lavorare per la Commissione giudiziaria del Senato degli Stati Uniti dopo che il Partito Repubblicano ha preso il controllo del Congresso nel 1994. Si è occupata di criminalità e immigrazione per il senatore Spencer Abraham del Michigan e ha aiutato a creare una legislazione progettata per accelerare l'espulsione di stranieri condannati per reati. In seguito divenne avvocato presso il Center for Individual Rights.
Coulter ha scritto 12 libri e pubblica anche una colonna di giornali sindacati. È particolarmente nota per il suo stile polemico, e si descrive come una persona a cui piace "stimolare il piatto. Non pretendo di essere imparziale o equilibrata, come fanno le emittenti". Ha idolatrato Clare Boothe Luce per il suo stile satirico. Fa anche numerose apparizioni pubbliche, parlando in programmi televisivi e radiofonici, nonché nei campus universitari, ricevendo sia lodi che proteste. Coulter in genere trascorre dalle 6 alle 12 settimane all'anno in tournée per parlare e di più quando ha un libro in uscita. Nel 2010, ha guadagnato circa 500.000 dollari nel circuito dei discorsi, parlando su argomenti di conservatorismo moderno, matrimonio gay e ciò che descrive come l'ipocrisia del liberalismo americano moderno. Durante un'apparizione all'Università dell'Arizona, le fu lanciata una torta. Coulter, in alcune occasioni, in difesa delle sue idee, ha risposto con osservazioni incendiarie nei confronti di disturbatori e manifestanti che assistono ai suoi discorsi.

## Vita privata
Coulter è stata fidanzata diverse volte, ma non si è mai sposata e non ha figli. Ha frequentato il fondatore ed editore di Spin, Bob Guccione Jr., e lo scrittore conservatore Dinesh D'Souza. Nell'ottobre 2007, ha iniziato a frequentare Andrew Stein, l'ex presidente del Consiglio comunale di New York, un liberaldemocratico. Alla domanda sulla relazione, Stein ha detto al New York Post: "Ha attaccato molti dei miei amici, ma cosa posso dire, gli opposti si attraggono!" Il 7 gennaio 2008, tuttavia, Stein ha detto al New York Post che la relazione era finita, citando differenze inconciliabili. Kellyanne Conway, che si riferisce a Coulter come amica, ha detto alla rivista New York nel 2017 che Coulter "ha iniziato a frequentare la sua guardia di sicurezza probabilmente dieci anni fa perché non poteva vedere nessun altro".
Coulter possiede una casa, acquistata nel 2005, a Palm Beach, in Florida, un condominio a Manhattan e un appartamento a Los Angeles. Vota a Palm Beach.

## Opere pubblicate
- High Crimes and Misdemeanors: The Case Against Bill Clinton, 1998. Il saggio tratta del cosiddetto "Sexgate" e del protocollo d'impeachment intrapreso contro Clinton, il quale riuscì ad essere assolto e a rimanere alla Casa Bianca. La Coulter critica i repubblicani per non essere riusciti ad ottenere una condanna pur detenendo la maggioranza al Senato.
- Slander: Liberal Lies About American Right, 2002. La Coulter sostiene che molti giornalisti americani hanno legami col Partito Democratico e che, pertanto, gran parte dei loro reportage risulta di parte. Viene asserito che Bush si è trovato a combattere una battaglia, tanto peculiare quanto faticosa, per riuscire ad ottenere un'immagine mediatica decente sin dal momento stesso in cui ha annunziato la sua intenzione a candidarsi alla presidenza e viene tracciato un parallelismo col caso di Calvin Coolidge, 30º presidente degli Stati Uniti.
- Treason: Liberal Treachery From The Cold War To The War On Terrorism, 2003. In quest'opera Ann Coulter afferma che i democratici ed i media hanno segretamente sventato molti degli obiettivi che gli USA si erano prefissati in politica estera sin dalla fine della Seconda guerra mondiale. I progressisti vengono accusati di tradimento: "O sono idioti o traditori" (pag. 16). Secondo la Coulter lo scandalo Watergate, invece di essere una giusta inchiesta volta a smascherare i vari abusi del governo di Richard Nixon, fu "la grande rivalsa della sinistra su di lui per aver detto la verità su Hiss" (pag.10). Altre sue uscite audaci e polemiche, nonché "politically incorrect", contenute in questo pamphlet sono: "In Vietnam abbiamo perso per colpa dei democratici", "Ronald Reagan ha vinto la Guerra fredda" e i Contras nicaraguensi vengono definiti "anticomunisti". La scrittrice confessa in questa sede anche la sua avversione per Hollywood, ricordando che "gli attori sono costantemente impegnati nel sociale in battaglie di facciata per nascondere il fatto che in realtà sono delle checche che fanno giochi da bambine".
- How To Talk To A Liberal (If You Must): The World According To Ann Coulter, 2004. Si tratta di una raccolta dei suoi editoriali e di tutti quegli articoli che alcuni editori hanno rifiutato di pubblicarle. In questa sua originale opera, sicura fonte di dibattito, la Coulter ci offre quella che, a suo parere, è una analisi del panorama politico statunitense. Col suo solito argomentare incisivo, sferra una nuova stoccata ai progressisti. Viene data persino la seguente descrizione di Ted Kennedy: "Ted Kennedy, trascinandosi, lascia la baia di Boston con una bottiglia di scotch in una tasca ed un paio di collant nell'altra ed i democratici lo acclamano come loro leader spirituale".
- Godless: The Church Of Liberalism, 2006. La Coulter cerca di dimostrare che il progressismo è diventato la religione ufficiale degli USA e, per estensione, nel resto della Civiltà occidentale. Nelle sue pagine la scrittrice fa riferimento a questioni come l'intollerante politica giudiziaria, culturale e scientifica della comunità liberal, che, secondo lei, reprime e calunnia coloro che la pensano diversamente.
- If The Democrats Had Any Brain, They'd Be Republicans, 2007. In questo libro vengono esposte le ragioni che hanno indotto l'opinionista a credere che il GOP sia molto superiore al Partito Democratico per l'incisività delle azioni e delle politiche pubbliche che propone.
- Guilty:Liberal Victims And Their Assault On America, 2009. In questo scritto, l'autrice espone quello che secondo lei è il vittimismo dei liberal negli Stati Uniti d'America.
- Demonic: How the Liberal Mob Is Endangering America, 2011. Il saggio vuole dimostrare come i Democratici abbiano sempre supportato e continuino a supportare forme di violenza organizzata e irreggimentata, nonché come seguano una mentalità da "banda armata", pur dicendosi tolleranti e pacifisti, per poi accusare proditoriamente i Repubblicani dei loro stessi misfatti. Si vuole, insomma, sottolineare l'essenza intrinsecamente "demoniaca" della sinistra nordamericana. La Coulter ha paragonato il suo saggio a Psicologia delle folle del francese Gustave Le Bon.
- Mugged: Racial Demagoguery from the Seventies to Obama , 2012. L'opinionista, partendo dagli anni settanta, descrive come l'attitudine di gran parte della popolazione e perfino del GOP verso le cosiddette "minoranze etniche", ed in particolare verso la comunità afro-americana, sia stata condizionata dalla retorica liberal e dalla filosofia del politicamente corretto. La Coulter porta come esempi alcuni famosi casi di cronaca, come il caso O. J. Simpson ed il caso King, sui quali vede la manipolazione operata dai media liberal. L'opera si conclude con l'ascesa di Obama, diventato presidente, a detta della giornalista, poiché gli elettori caucasici si sarebbero sentiti razzisti se non l'avessero votato.
- Never Trust a Liberal Over 3 — Especially a Republican, 2013. È il decimo libro pubblicato della Coulter e può essere considerato a tutti gli effetti il "seguito" di If The Democrats Had Any Brain, They'd Be Republicans del 2007.
- Adios, America: The Left's Plan to Turn Our Country Into a Third World Hellhole, 2015. Penultima opera della scrittrice. Viene trattato pessimisticamente il problema dell'immigrazione verso gli USA, in particolare dell'immigrazione latino-americana. Secondo l'autrice, l'immigrazione di massa renderà gli States sempre più simili ad un paesucolo snaturato del Terzo mondo.
- In Trump We Trust: E Pluribus Awesome!, 2016.
- Resistance Is Futile! How the Trump-Hating Left Lost Its Collective Mind, 2018.